# Castelo de Sigy

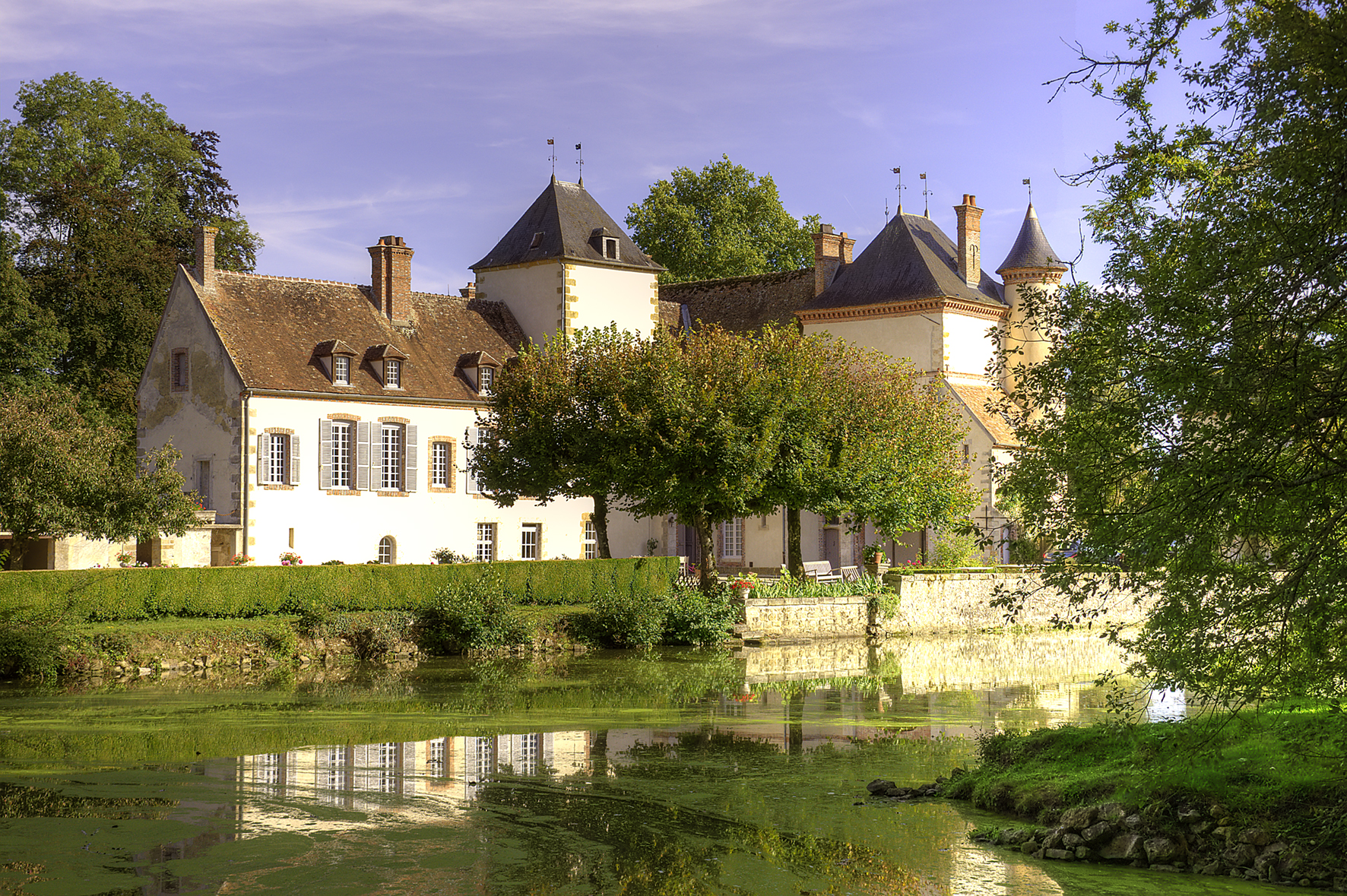
Vista do Castelo Sigy

O Château de Sigy é um castelo modernizado na comuna de Sigy na Seine-et-Marne, em França.
O castelo data originalmente do século XIV, embora tenha sido muito alterado nos séculos XV, XVII e XVIII. Destacam-se as paredes e tectos do castelo e as suas dependências, incluindo duas torres, os jardins rodeados por fossos e duas pontes sobre os fossos.
Uma propriedade privada, o castelo está classificado desde 1984 como monumento histórico pelo Ministério da Cultura da França .